# Bernhard Nieswandt

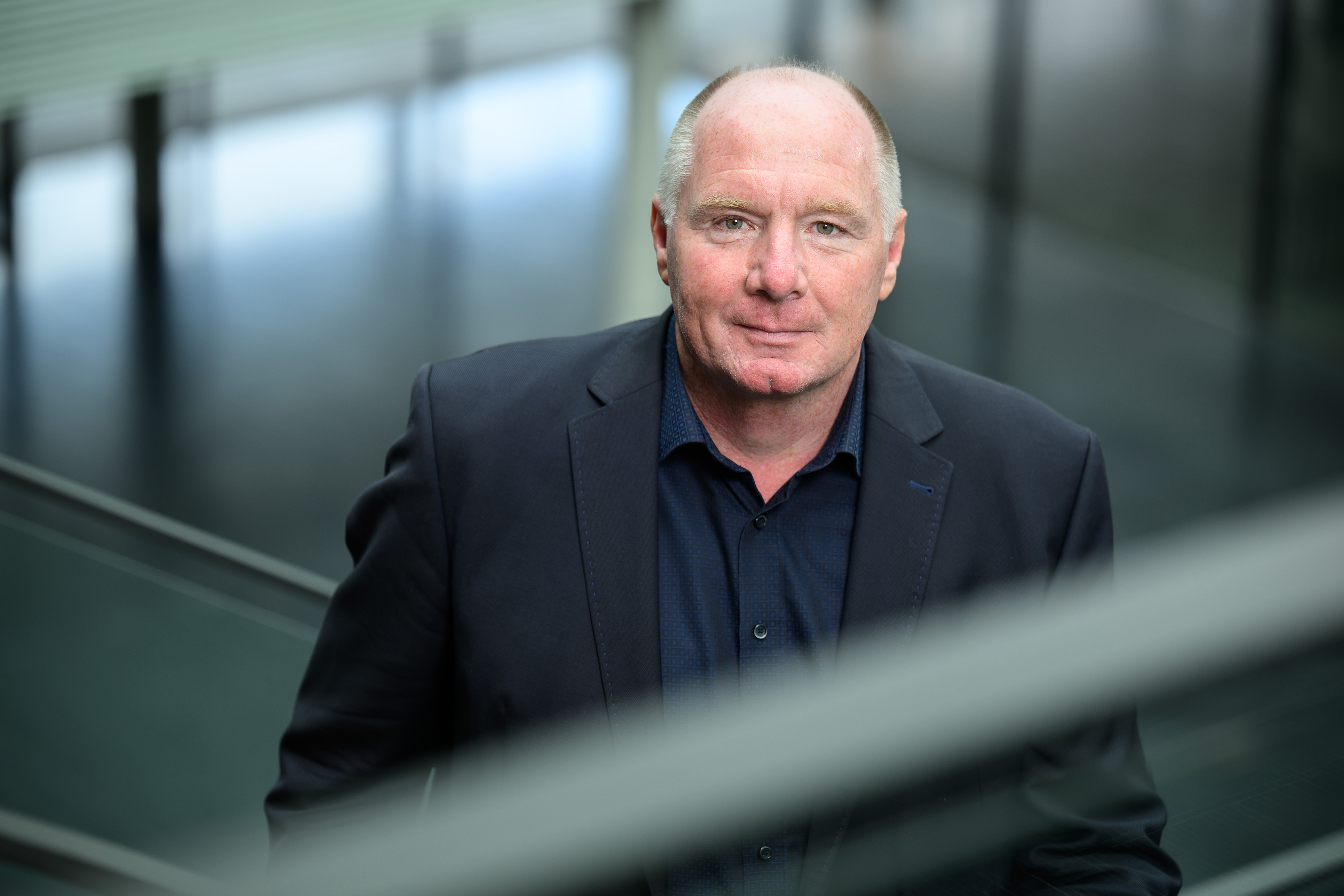
Bernhard Nieswandt (2024)

Bernhard Reiner Nieswandt (* 9. Juli 1968 in Ingolstadt) ist ein deutscher Biochemiker und Zellbiologe mit dem Schwerpunkt Herz-Kreislaufforschung sowie Thrombose- und Hämostaseforschung. Er ist W3-Professor im Bereich Biomedizin und Direktor des Lehrstuhls I für Experimentelle Biomedizin am Universitätsklinikum Würzburg. Ebenfalls ist er Forschungsgruppenleiter am Rudolf-Virchow-Zentrum Würzburg.

## Leben
Nieswandt studierte Biologie und Biochemie in Regensburg und Canterbury, UK, und promovierte 1997 am Institut für Pathologie/Tumorimmunologie der Universität Regensburg zur Rolle der Blutplättchen (Thrombozyten) in der Tumormetastasierung und bei Entzündungsprozessen. Anschließend wechselte er an die Universität Witten/Herdecke, wo er die Arbeitsgruppe Molekulare Onkologie leitete und 2002 die Habilitation im Fach Experimentelle Medizin abschloss. Im selben Jahr erhielt er ein Heisenberg-Stipendium der Deutschen Forschungsgemeinschaft (DFG) und zog nach Würzburg. Seitdem forscht und lehrt er an der Universität Würzburg, wo er im neu gegründeten Rudolf-Virchow-Zentrum die erste Arbeitsgruppe aufbaute. Im selben Jahr gründete er die Emfret Analytics GmbH & Co KG, die monoklonale Antikörper für die Forschung im Bereich der vaskulären Medizin herstellt und vertreibt.
2004 wurde Nieswandt Professor an der Universität Würzburg und 2008 wurde ihm die Leitung des Lehrstuhls für Experimentelle Biomedizin I übertragen.
Ab 2011 war er Sprecher des Sonderforschungsbereichs 688 „Mechanismen und Bildgebung von Zell-Zell-Wechselwirkungen im kardiovaskulären System“ an der Universität Würzburg.  Im Juli 2018 übernahm Nieswandt die Leitung eines neuen Sonderforschungsbereichs/Transregio 240 der Deutschen Forschungsgemeinschaft mit dem Titel „Thrombozyten – molekulare, zelluläre und systemische Funktionen unter physiologischen und pathologischen Bedingungen“.
Weiterhin war er von 2016 bis 2020 Prodekan der medizinischen Fakultät und im gleichen Zeitraum gemeinsam mit Caroline Kisker Leiter des Rudolf-Virchow-Zentrums, dessen Vorstand er bereits zuvor angehört hatte.

## Wissenschaftliche Arbeit
Nieswandt erforscht die Entstehung und Funktion von Blutplättchen (Thrombozyten) und deren Rolle bei der Blutstillung (Hämostase), aber auch bei der Entstehung thrombotischer Erkrankungen wie Herzinfarkt, Schlaganfall, oder Lungenembolie. Sein Hauptinteresse gilt dabei den Oberflächenrezeptoren und Signaltransduktionsmechanismen in Thrombozyten, mit dem Ziel, neue pharmakologische Ansätze zur Prävention und Therapie thrombotischer und entzündlicher Erkrankungen zu entwickeln. Er beschrieb 2001 erstmals die zentrale Rolle des Kollagen-/Fibrinrezeptors Glykoprotein VI (GPVI) bei der Entstehung arterieller Thrombosen und entdeckte, dass die therapeutische Ausschaltung des Rezeptors möglich ist und zu einem langanhaltenden Schutz vor Herzinfarkt und Schlaganfall führen kann, ohne dabei die normale Blutstillung wesentlich zu beeinflussen. Diese Ergebnisse waren Grundlage für die Entwicklung von GPVI-Inhibitoren, die in der klinischen Entwicklung bzw. Erprobung sind.
Zusammen mit dem Mediziner Thomas Renné entdeckte er 2005, dass die Ausschaltung des Gerinnungsfaktors XII (FXII, Hageman-Faktor) in Mäusen die Entstehung von Blutgerinnseln verhindert und damit das Risiko für Folgereaktionen, wie Schlaganfälle und Herzinfarkte, vermindert werden konnte, und gleichzeitig die Hämostase unbeeinträchtigt blieb. Basierend auf diesen Befunden wurde zunächst ein experimenteller FXIIa-Inhibitor (rHA-Infestin-4) entwickelt, der sich in Mäusen als wirksamer Blutverdünner erwies. Darauf aufbauend wurde ein FXIIa-blockierender therapeutischer Antikörper (Garadacimab, CSL Behring) entwickelt, der seit Dezember 2023 zunächst zur Behandlung des hereditären Angioödems zugelassen ist.
Weiterhin konnte er mit einem Team die Ursache für Entzündungsreaktionen im Gehirn nach einem ischämischen Schlaganfall identifizieren, die durch Thrombozyten verursacht werden, und entwickelte in diesem Zusammenhang das Konzept der „Thrombo-Inflammation“ als zentralem Pathomechanismus in einer Vielzahl von Erkrankungen. Ähnliche, durch Thrombozyten verursachte Immunüberreaktionen wurden auch bei Coronapatienten festgestellt. Die Gruppe von Bernhard Nieswandt konnte zeigen, dass die Hemmung der Rezeptoren GPIb oder GPVI auf der Oberfläche der Thrombozyten thrombo-inflammatorische Prozesse abschwächt und die damit verbundene Gewebeschädigung vermindert.
2024 erhielt Nieswandt einen ERC Advanced Grant in Höhe von 2,5 Millionen Euro für seine Forschung im Bereich Blutplättchen. In dem dadurch finanzierten Forschungsprojekt beschäftigt sich Nieswandt tiefergehend mit den Auswirkungen der Thrombozyten auf das Immunsystem und Entzündungsprozesse im Körper.

## Publikationen (Auswahl)
Nieswandt hat seit 1999 über 320 Publikationen veröffentlicht. 2025 lag sein H-Index bei 93.
- B. Nieswandt, M. Hafner, B. Echtenacher, D.N. Männel. Lysis of tumor cells by natural killer cells in mice is impeded by platelets. In: Cancer Research. 1999, 59, 1295–1300. PMID 10096562.
- B. Nieswandt, V. Schulte, W. Bergmeier, R. Mokhtari-Nejad, K. Rackebrandt, J.P. Cazenave, P. Ohlmann, C. Gachet, H. Zirngibl. Long-term antithrombotic protection by in vivo depletion of platelet glycoprotein VI in mice. In: Journal of Experimental Medicine. 2001,193, 459–469. doi:10.1084/jem.193.4.459.
- B. Nieswandt, S.P. Watson: Platelet-collagen interaction: is GPVI the central receptor? In: Blood. 2003, 102/2, 449–461. doi:10.1182/blood-2002-12-3882.
- T. Renné, M. Pozgajová, S. Grüner, K. Schuh, H.U. Pauer, P. Burfeind, D. Gailani, B. Nieswandt. Defective thrombus formation in mice lacking coagulation factor XII. In: Journal of Experimental Medicine. 2005, 202, 271–281. doi:10.1084/jem.20050664.
- C. Kleinschnitz, M. Pozgajova, M. Pham, M. Bendszus, B. Nieswandt, G. Stoll. Targeting platelets in acute experimental stroke: impact of glycoprotein Ib, VI, and IIb/IIIa blockade on infarct size, functional outcome, and intracranial bleeding. In: Circulation. 2007, 115, 2323–2330. doi:10.1161/CIRCULATIONAHA.107.691279.
- M. Moser, B. Nieswandt, S. Ussar, M. Požgajová, R. Fässler: Kindlin-3 is essential for integrin activation and platelet aggregation. In: Nature Medicine. 2008, 14, 325–330. doi:10.1038/nm1722.
- B. Nieswandt, C. Kleinschnitz, G. Stoll. Ischaemic stroke: a thrombo-inflammatory disease? In: Journal of Physiology. 2011, 589, 4115–4123. doi:10.1113/jphysiol.2011.212886.
- G. Stoll, B. Nieswandt: Thrombo-inflammation in acute ischaemic stroke – implications for treatment. In: Nature Reviews Neurology. 2019, 15(8), 473–81. doi:10.1038/s44161-023-00254-6.
- D. Stegner, V. Göb, V. Krenzlin, S. Beck, K. Hemmen, M.K. Schuhmann, B.F. Schörg, C. Hackenbroch, F. May, P. Burkard, J. Pinnecker, A. Zernecke, P. Rosenberger, A. Greinacher, B.J. Pichler, K.G. Heinze, G. Stoll, B. Nieswandt: Foudroyant cerebral venous (sinus) thrombosis triggered through CLEC-2 and GPIIb/IIIa dependent platelet activation. In: Nature Cardiovascular Research. 2022, 1, 132–141. doi:10.1038/s44161-023-00254-6.
- S. Beck, P. Öftering, R. Li, K. Hemmen, M. Nagy, Y. Wang, A. Zarpellon, M.K. Schuhmann, G. Stoll, Z.M. Ruggeri, K.G. Heinze, J.W.M. Heemskerk, W. Ruf, D. Stegner, B. Nieswandt: Platelet glycoprotein V spatiotemporally controls fibrin formation. In: Nature Cardiovascular Research. 2023, 2, 368–382. doi:10.1038/s44161-023-00254-6.
- S. Navarro, I. Talucci, V. Göb, S. Hartmann, S. Beck, V. Orth, G. Stoll, H.M. Maric, D. Stegner, B. Nieswandt. The humanised platelet glycoprotein VI Fab inhibitor EMA601 protects from arterial thrombosis and ischaemic stroke in mice. In: European Heart Journal. 2024; ehae482. doi:10.1093/eurheartj/ehae482.

## Auszeichnungen (Auswahl)
- 2002: Heisenberg-Stipendium der DFG[5]
- 2008: Alexander-Schmitt-Preis der Gesellschaft für Thrombose- und Hämostaseforschung[21]
- 2008: GlaxoSmithKline Award der GSK Stiftung[8]
- 2013: Biennial Award for Contributions to Hemostasis (BACH) of the International Society on Thrombosis and Hemostasis (ISTH)[13]
- 2022: Preis der Deutschen Hochschulmedizin als Teil des Gewinnerteams VITT[19]
- 2024: ERC Advanced Grant des Europäischen Forschungsrates